# 君の好きなとこ
「君の好きなとこ」（きみのすきなとこ）は、日本の男性歌手、平井堅の楽曲で、26枚目のシングル。2007年2月28日にデフスターレコーズ（現・ソニー・ミュージックレーベルズ）から発売。
前作「哀歌 (エレジー)」から1ヶ月ぶりのリリース。前作とは対極をなした作品になっており、前作に収録された2曲が「肉体的でダークな部分、陰のある部分」を描いているのに対し、今作では「光のあたっている部分、明るく、優しさのある作品」がテーマになっている。

## 収録曲
- 全作詞・作曲:平井堅

1. 君の好きなとこ (5:27)
編曲:亀田誠治
  - 日本テレビ・土曜ドラマ『演歌の女王』主題歌。もともとは「哀歌（エレジー）」より先にできていたもので、ドラマ側のオファーを受けてディテールを変更した。1980〜90年代のカラオケで歌われる楽曲を意識して制作されたものである。[要出典]なお、平井自身もドラマのエンドロールに少しだけで出演をしている。
2. 美しい人 (5:07)
編曲:中西康晴
  - 資生堂「ELIXIR SUPERIEUR」CMソング
  - 2006年秋口からCMでオンエアされており、自身のラジオでも2006年12月ごろから多くオンエアされており、年末の歌番組等でも何度か披露された。[要出典]
3. バイマイメロディー HALFBY's music for momo REMIX (5:43)
編曲:HALFBY
  - 2006年の発売の24作目のシングル曲「バイマイメロディー」を、日本のDJ・HALFBY（ハーフビー）がサンバ風にリミックスしたもの。
4. 君の好きなとこ 〜less vocal〜 (5:25)

## 収録アルバム
オリジナル
- 『FAKIN' POP』 (#1,2)

ベスト
- 『Ken Hirai 15th Anniversary c/w Collection '95-'10 “裏 歌バカ”』 (#2)

リミックス
- 『Kh re-mixed up 2』 (#3)